# Arrows de New York
Les Arrows de New York (littéralement les flèches de New York) est une franchise américaine de showbol qui a joué de 1978 à 1984 dans la première Major Indoor Soccer League (MISL). Basée à Uniondale dans la banlieue New-yorkaise, elle en a remporté les quatre premiers titres de champion.

## Histoire
En 1978, les Arrows de New York commencent leur première saison comme équipe de football inddor au sein de la toute nouvelle Major Indoor Soccer League (MISL). La franchise est la propriété de Bernie Rodinet et John Luciani qui est également propriétaire des Lancers de Rochester. Pour préparer cette première saison l'équipe dirigeante revisite une tactique en vogue dans la ligue majeure américaine de soccer des années 60, la United Soccer Association (en), à savoir l'importation massive de joueurs. Mais là où les équipes professionnelle américaine avaient l'habitude faire venir de nombreux joueurs européens pour monter rapidement une équipe, les dirigeants des Arrows décident de monter une équipe à partir de l'effectif d'une autre équipe : les Lancers de Rochester de Joghn Luciani, qui évoluent en North American Soccer League. En effet cette dernière se joue du printemps au début de l'automne alors que la MISL se joue le reste de l'année, en automne et en hiver (à dessein pour capter le marché des amateurs de soccer à une période sans soccer).

### Construction de l'équipe
Néanmoins, les Arrows intègrent un nouvel élément, un footballeur yougoslave alors peu connu : Slaviša Žungul. Žungul est un joueur du HNK Hajduk Split qui a obtenu de la part de la fédération yougoslave le droit d'aller jouer à l'étranger quelques mois. Il refuse de rentrer à Split Hejduk, s'attirant les foudres de sa fédération qui obtient de la FIFA qu'il ne puisse plus jouer dans un championnat de football (affilié à la FIFA bien sûr). Privé de club, Žungulv trouve une parade en s'engageant avec une équipe de la nouvelle MISL, non afiliée,. Ce choix se révèlera payant.
Le 22 décembre 1978 les Arrows de New York donnent le coup d'envoi de la première saison de MISL, en jouant le premier match de l'histoire de la ligue, à domicile face aux Cincinnati Kids (en).

### Champions
Cette (double) stratégie est couronnée de succès. Les Arrows finissent second sur six de la saison régulière, battus par le Houston Summit (en) (une équipe essentiellement composée de joueurs de l'équipe NASL du Houston Hurricane (en), sur le même modèle que les Lancers de Rochester pour les Arrows). Mais ils s'imposent en finale de séries éliminatoires, devant le Philadelphia Fever (en) et sont donc les premiers champions de la MISL.
Ils conservent leur titre lors des trois saisons suivantes, en finissant premiers de leur division à chaque fois, puis en battant en finales le Houston Summit en 1979–1980 et les Saint-Louis Steamers (en) en 1980-1981 et 1981-1982.

### Joueurs clés
Durant les quatre saisons de domination des Arrows de New York, plusieurs joueurs se sont distingués au sein de l'équipe. Le premier d'entre eux est Slaviša Žungul, surnommé The Lord of All Indoors, marqueur prolixe avec un record à sept buts marqués lors d'un match contre le Phoenix Inferno (en) en 1981. Il termine quatre fois meilleur buteur et deux fois meilleur passeur de la ligue, et en est élu quatre fois MVP. Mais si le yougoslave est la meilleure arme des Arrows, il n'est pas la seule. L'équipe compte aussi dans ses rangs le gardien Shep Messing (en), MVP de la première saison régulière. Il est ensuite remplacé par Veljko Tukša (en), élu meilleur gardien de la saison 1982–1983. On peut également citer Veljko Tukša (en) (meilleur défenseur de la ligue en 1981-1982) ou Branko Šegota (plusieurs fois dans l'équipe type de la saison).

### Déclin et faillite
Le succès sportif de la franchise ne se traduit ni en affluence ni en audience, et après son quatrième titre en 1982 l'équipe est vendue à David Schoenstadt, un entrepreneur dans le milieu du sport. En janvier 1983 sa star Slaviša Žungul est échangé avec le Earthquakes de San José contre Gary Etherington (en) et Gordon Hill (en). Cet échange est présenté comme une façon d'américaniser l'équipe, mais semble surtout être une façon de réduire sa masse salariale. Le Yougoslave continue de briller en Californie, en NASL et en MISL, alors que les Arrows de New York sombrent et déposent le bilan à la fin de la saison 1983-1984, après six ans d'existence et quatre titres remportés.

## Salle
Durant ces six années, les Arrows de New York jouaient dans la salle du Nassau Veterans Memorial Coliseum à Uniondale (New York).

## Dirigeants
- John Luciani (1978-1982)
- David Schoenstadt (1982-1984)
- Tod Leiweke (en)[6],[7]

## Entraîneurs
- Dragan Popovic (en) 1978-1983
- Shep Messing (en) 1983
- Joe Machnik (en)[8]

## Palmarès et distinctions
En six saisons, en plus d'être titrée quatre fois, la franchise a reçu de nombreuses distinctions individuelles.
| Saison    | Victoires-Défaites | Saison régulière                | Séries    | Affluence moyenne |
| --------- | ------------------ | ------------------------------- | --------- | ----------------- |
| 1978-1979 | 16-8               | 2e                              | Champions | 5 446             |
| 1979-1980 | 27-5               | 1er de la conférence Atlantique | Champions | 7 813             |
| 1980-1981 | 35-5               | 1er de la conférence Atlantique | Champions | 8 083             |
| 1981-1982 | 36-8               | 1er de la conférence Est        | Champions | 6 429             |
| 1982-1983 | 24-24              | 4e de la conférence Est         | 1er tour  | 5 623             |
| 1983-1984 | 20-28              | 4e de la conférence Est         | 1er tour  | 5 478             |

Champion MISL
- 1979, 1980, 1981, 1982

MVP
- 1978-1979 Slaviša Žungul
- 1979-1980 Slaviša Žungul
- 1980-1981 Slaviša Žungul
- 1981-1982 Slaviša Žungul

MVP de la saison régulière
- 1978-1979 Shep Messing (en)
- 1979-1980 Slaviša Žungul
- 1980-1981 Slaviša Žungul
- 1981-1982 Slaviša Žungul

Meilleur buteur
- 1979-1980 Slaviša Žungul
- 1980-1981 Slaviša Žungul
- 1981-1982 Slaviša Žungul
- 1982-1983 Slaviša Žungul

Meilleur passeur
- 1979-1980 Slaviša Žungul
- 1981-1982 Slaviša Žungul

Défenseur de l'année
- 1981-1982 Veljko Tukša (en)

Gardien de l'année
- 1982-1983 Zoltán Tóth (en)

Entraineur de l'année
- 1980-1981 Dragan Popovic (en)

Équipe type MISL
- 1978-1979: Shep Messing, Slaviša Žungul
- 1979-1980: Shep Messing, Branko Šegota, Slaviša Žungul
- 1980-1981: Shep Messing, David D'Errico (en), Branko Šegota, Slaviša Žungul
- 1981-1982: Veljko Tukša, Slaviša Žungul
- 1982-1983: Veljko Tukša

## Joueurs majeurs
- Fernando Clavijo
- David D'Errico (en)
- Fred Grgurev (en)
- Shep Messing (en)
- Doc Lawson (en)
- Branko Šegota
- Zoltán Tóth (en)
- Juli Veee (en)
- Slaviša Žungul